# 文森·加洛
文森·加洛（英語：Vincent Gallo；1961年4月11日—），是美國演員、導演、歌手，除了演出許多主流電影之外，他亦參與許多獨立電影演出。
1998年，他首度執導電影《脫線痞子俏佳人》，同時擔任電影的編劇、演員與配樂；2003年，他自編自導自演的《棕兔》獲選為第56屆坎城影展正式競賽片。2010年，他因演出《我不要死》而於第67屆威尼斯國際影展獲得最佳男演員獎。

## 外部連結
- 文森·加洛在互联网电影资料库（IMDb）上的資料（英文）